# Datter af. Scener om en mor
Datter af er Henrik Stangerups nærgående biografi om moderen, skuespillerinden Betty Söderberg. En kvinde som forblev stjerne også efter at spotlightet var slukket – hvilket det eftertrykkeligt blev i 1940'erne pga. hendes mands sympati for nazismen.
| Bog | Spire Denne artikel om bøger og tidsskrifter er en spire som bør udbygges. Du er velkommen til at hjælpe Wikipedia ved at udvide den. |